# Éliane Richepin

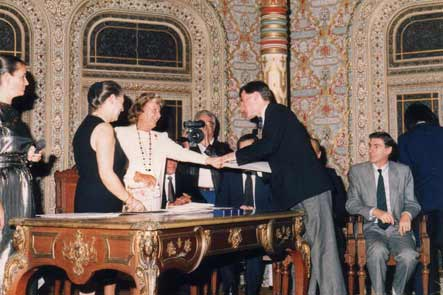
Éliane Richepin

Éliane Richepin (* 1910; † 9. März 1999 in Paris) war eine französische Pianistin, Komponistin und Musikpädagogin.
Richepin studierte am Conservatoire de Paris Klavier bei Marguerite Long, Alfred Cortot und Yves Nat und Harmonielehre und Kontrapunkt bei Paul Fauchet und Noël Gallon. 1938 nahm sie am Wettbewerb um den Prix de Rome teil. In ihrer internationalen Laufbahn als Pianistin gab sie etwa 1200 Solokonzerte und 700 Konzerte mit Orchester. Im Mittelpunkt ihres Repertoires standen die Werke von Frédéric Chopin und Claude Debussy. Für die Fantaisie pour piano et orchestre, die sie für die Concerts Pasdeloup komponiert hatte, wurde sie 1943 mit dem Prix de Beaux-Arts ausgezeichnet.
Sie wirkte als Jurorin beim Internationalen Chopin-Wettbewerb in Warschau, beim Busoni-Wettbewerb und beim Long-Thinaud-Wettbewerb und initiierte selbst einen Interpretationswettbewerb in Montevideo. 1972 gründete sie die Université musicale internationale de Paris.